# Joe Louis
Pour les articles homonymes, voir Louis.
Joseph Louis Barrow, connu sous le nom de Joe Louis, est un boxeur américain né le 13 mai 1914 à LaFayette, Alabama, et mort le 12 avril 1981 à Las Vegas, Nevada. Il détient le plus long règne en tant que champion du monde de boxe poids lourds, l'étant resté pendant 11 ans et 8 mois. Il se retire le 1er mars 1949 et abandonne son titre sans avoir connu la défaite dans un championnat du monde. Il est considéré comme le plus gros puncheur de l'histoire de la boxe selon Ring Magazine dans un classement établi en 2003.

## Biographie
Louis est né le 13 mai 1914 à LaFayette, Alabama, de Munroe Barrow et Lillie (Reese) Barrow. Il est le septième de huit enfants. Munroe était majoritairement afro-américain avec une ascendance blanche, tandis que Lillie était à moitié Cherokee.
En 1926, des brimades commises par une bande d'hommes blancs du Ku Klux Klan incitent sa famille à s'installer à Détroit, au Michigan et ont donc fait partie de la Grande migration après la Première Guerre mondiale. La famille s'établit dans le quartier Black Bottom.
En amateur, Joe Louis remporta 43 de ses 50 combats par KO. Il devient boxeur professionnel en 1934 après s'être imposé aux Golden Gloves dans la catégorie mi-lourds. Le « Bombardier brun » fut champion du monde des lourds entre 1937 et 1949. Il devint champion du monde le 22 juin 1937 à Chicago. Il resta invaincu jusqu'en 1949. Au cours des vingt-cinq combats qu'il disputa pour défendre son titre, seulement trois allèrent à la limite.
Sa carrière fut mise en veilleuse au cours de la Seconde Guerre mondiale. Le sergent Joe Louis effectua pendant le conflit 96 combats devant plus de 2 millions de soldats américains.

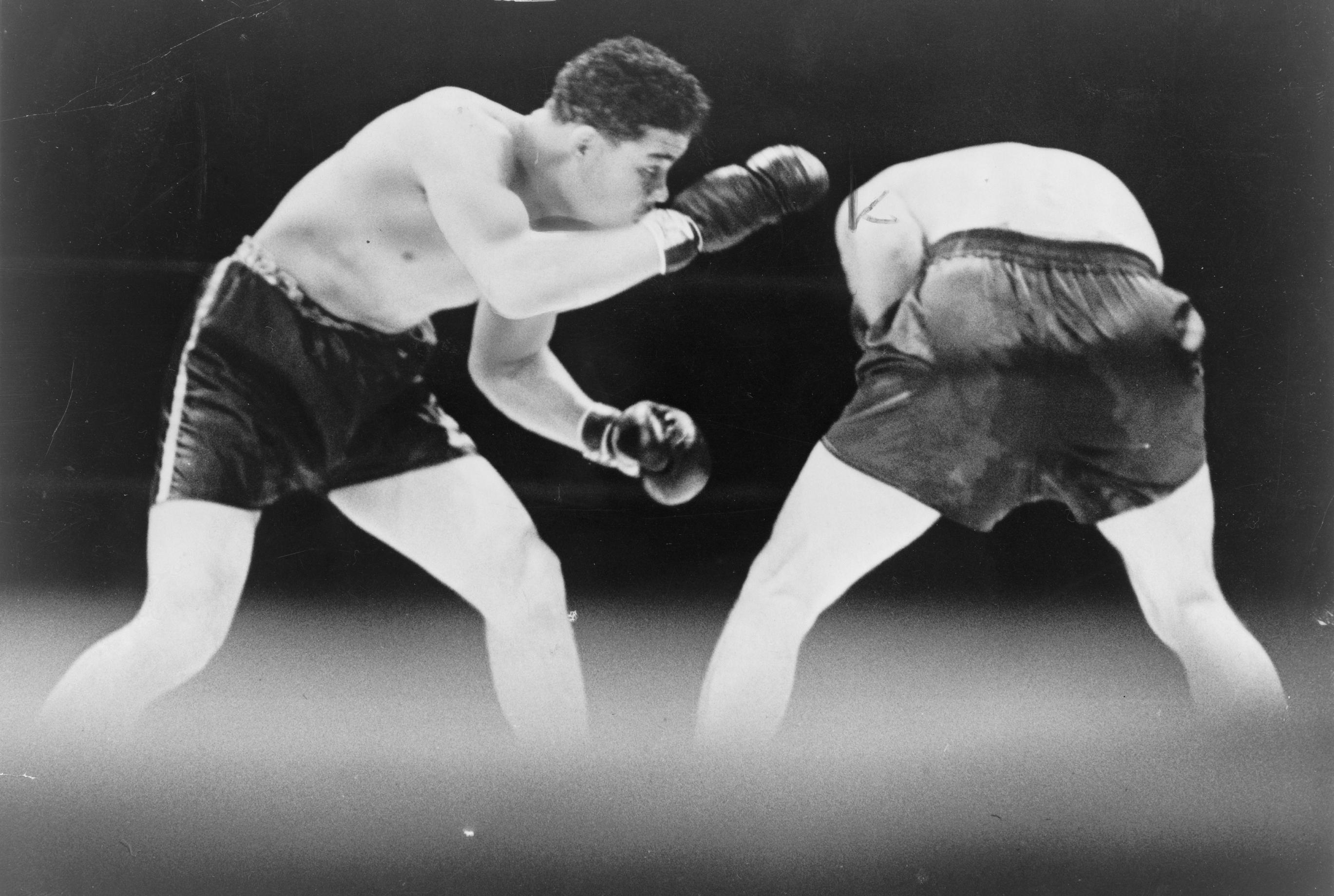
Face à face avec Max Schmeling (1936).

Joe Louis ne compte que trois défaites au cours de sa carrière. La première eut lieu le 6 juin 1936 face à l'Allemand Max Schmeling par KO à la 12e reprise. La revanche entre Louis et Schmeling se tint le 22 juin 1938, et le Bombardier brun imposa sa loi à l'icône du régime nazi (qui devint plus tard son ami, payant d'ailleurs plusieurs de ses opérations et participant aussi à ses frais d'enterrement). Devant 80 000 spectateurs au Yankee Stadium, Louis terrassa le colosse Schmeling en deux minutes et quatre secondes. Il ouvrit la voie aux sportifs noirs au même titre que Jesse Owens.
Les deux autres défaites de Louis eurent lieu à l'occasion d'une tentative de come-back au début des années 1950. Il s'incline en 15 rounds face à Ezzard Charles puis face à Rocky Marciano, le 26 octobre 1951, par KO au 8e round au Madison Square Garden.
Joe Louis compte ainsi 3 défaites pour 72 combats disputés chez les professionnels, dont 57 gagnés par K.O. Il fut désigné boxeur du siècle en 1981.
La ville de Détroit, où Louis habita la plupart du temps, a construit un mémorial en son honneur. Une salle omnisports, qui accueillait l'équipe de la Ligue Nationale de Hockey des Red Wings de Détroit jusqu’en 2017, le Joe Louis Arena, porte aussi son nom.

## Vie personnelle
Il était chrétien baptiste, membre de l’Église baptiste du Calvaire de Détroit.

## Distinctions
- Joe Louis est élu boxeur de l'année en 1938, 1939 et 1941 par Ring Magazine.
- Schmeling – Louis est élu combat de l'année en 1936.
- Louis – Farr est élu combat de l'année en 1937.
- Louis – Pastor est élu combat de l'année en 1939.
- Louis – Conn est élu combat de l'année en 1941.
- Il est membre de l'International Boxing Hall of Fame depuis sa création en 1990[8].

## Hommages

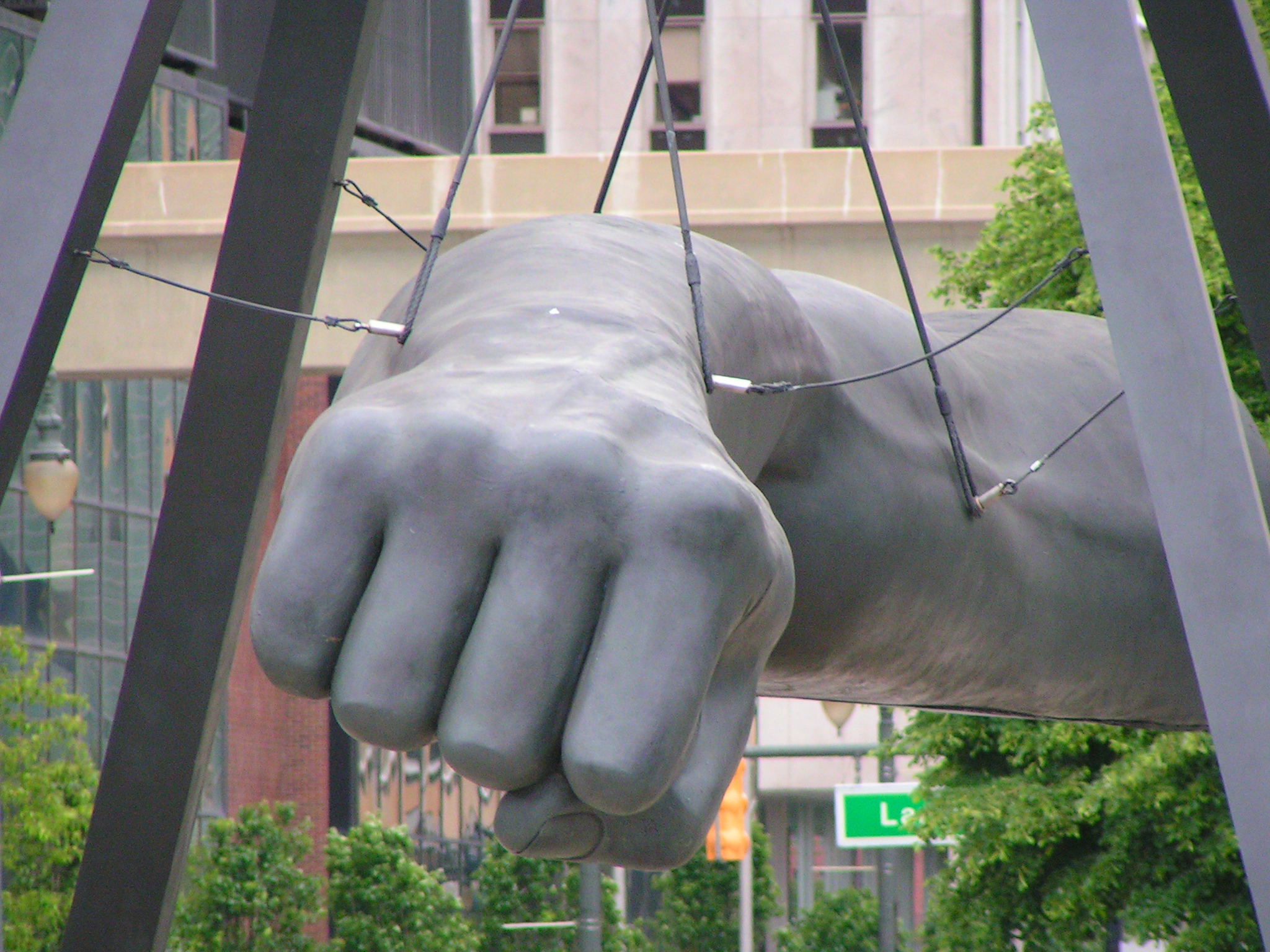
', monument à Joe Louis.

- The Fist (en)